# Ustav Bosne i Hercegovine
Ustav Bosne i Hercegovine je najviši pravno-politički dokument same države. On je sastavni dio Općeg okvirnog sporazuma za mir u Bosni i Hercegovini, poznatijeg pod nazivom Daytonski mirovni sporazum, koji je parafiran 22. studenog 1995. godine u američkom gradu Daytonu, a potpisan 14. prosinca 1995. godine u Parizu. Taj sporazum je potpisan od strane tri predsjednika država sudionica u ratu u Bosni i Hercegovini - Alije Izetbegovića, Franje Tuđmana i Slobodana Miloševića. Sporazum je podrazumijevao završetak sukoba i donošenje ovog ustava.
Tekst Ustava BiH predstavlja Aneks 4 usvojenog mirovnog sporazuma, a njime je Bosna i Hercegovina definirana kao demokratska država, koja funkcionira sukladno zakonu i temeljem slobodnih i demokratskih izbora. Najveće vrijednosti Ustava BiH sadržane su već u njegovoj preambuli gdje se ističu načela ljudskog dostojanstva, slobode i jednakosti, mir i pomirenje, pravda, tolerancija, pluralizam, demokracija, tržišno gospodarstvo, suverenitet, integritet, politička neovisnost te međunarodno humanitarno pravo. U 12. članaka ustava definirana su ljudska prava i slobode, nadležnosti i odnosi između institucija Bosne i Hercegovine i entiteta, parlamentarna skupština, predsjedništvo, ustavni sud, središnja banka, financije i druge odredbe. Tako je Bosna i Hercegovina transformirana u složenu i decentraliziranu državnu tvorevinu s dva entiteta, a to su Federacija BiH i Republika Srpska.
Ustav se od svog donošenja do danas pokazao kao nefunkcionalan, prije svega zbog svoje skupe administracije, ali i zbog podijeljenosti po entitetskom i etničkom principu koji često onemogućava funkcionalnost institucija Bosne i Hercegovine. Jedan od uvjeta pristupanja Bosne i Hercegovine Europskoj uniji je reforma Ustava do 2010., kojom bi se omogućio jeftiniji i funkcionalniji rad institucija.

## Povijest
Još u 12. stoljeća na području Bosne i Hercegovine je postojala Bosanska banovina na čijem čelu se nalazio bosanski ban. Najstariji pravni dokument koji svjedoči o postojanju bosanske države je Povelja Kulina bana iz 1189. godine. Iako se radilo o povelji koja je regulirala ekonomske odnose između Dubrovačke Republike i Bosanske banovine, ipak potvrđuje suverenost i nezavisnost Bosne. Pretpostavlja se da je postojao dokument koji je regulirao granice, nadležnosti i odnose unutar države tj. neka vrsta ustava.
Nakon krunjenja Tvrtka I. Kotromanića, donesena je povelja 1381. godine koja se može također smatrati nekom vrstom ustava ondašnjeg Bosanskog kraljevstva.